# Pere Puig i Ustrell
Pere Puig i Ustrell (Terrassa, 29 de setembre de 1948) és un arxiver i filòleg clàssic català.
Va dirigir l'Arxiu Històric de Terrassa des de 1974 i l'Arxiu Comarcal del Vallès Occidental des de 1984 fins al 2013. Estudià Filologia Clàssica a la Universitat de Barcelona. El 1974 començà la seva relació laboral amb l’Ajuntament de Terrassa, i uns anys després, entre 1977 i 1980, estudia a la Scuola Vaticana de Paleografia, Diplomatica ed Archivistica (Roma). Ha publicat nombrosos estudis i és un dels més eminents arxivers, diplomatistes i paleògrafs de Catalunya.